# ماسيمو فيريرو
ماسيمو فيريرو (بالإيطالية: Massimo Ferrero)‏ هو مالك نادي سمبدوريا لكرة القدم، وهو أيضاً ممثل ومنتج ومخرج سينمائي، أسس فيريرو شركة الإنتاج السينمائي الخاصة به في عام 1994 ويمتلك 60 دار عرض في إيطاليا. كما اشتهر بتصريحاته الغريبة المثيرة للسخرية.

## العقوبات
اوقفت المحكمة التأديبية بالاتحاد الإيطالي لكرة القدم رئيس نادي سمبدوريا ماسيمو فيريرو ثلاثة أشهر وفرضت عليه غرامة قدرها عشرة آلاف يورو (12400 دولار) بعدما وصف ايريك توهير المالك الإندونيسي للنادي المنافس انتر ميلان بأنه «ذلك الفلبيني» وقال إنه ينبغي أن يرحل عن النادي. وأضافت المحكمة غرامة قدرها 35 ألف يورو على سمبدوريا. وذكر فيريرو هذه التعليقات حين ناقش قرار المالك السابق للانتر ماسيمو موراتي بالاستقالة من منصبه كرئيس فخري للنادي وسط تقارير إعلامية عن خلافات مع توهير.
وقال فيريرو لمحطة «راي» التلفزيونية «موراتي رجل عظيم ويبدو من الظلم معاملته بهذه الطريقة لأنه قدم الكثير لكرة القدم الإيطالية»، وأضاف «أنا في حزن بالغ من أجله. قلت له 'اطرد ذلك الفلبيني'».

## الإجراءات القضائية
في 6 ديسمبر 2021، ألقت Guardia di Finanza القبض على فيريرو كجزء من تحقيق أجراه مكتب المدعي العام في باولا بتهمة جرائم الشركات والإفلاس الاحتيالي. نُقل فيريرو إلى سجن سان فيتوري، بينما كان يخضع للإقامة الجبرية في منزل 5 أشخاص آخرين، بينهم ابنته وابن أخيه. كجزء من التحقيقات ضده، تم إجراء عمليات تفتيش في مناطق مختلفة، بما في ذلك لومباردي ولازيو وكامبانيا وبازيليكاتا وكالابريا. لم يرتبط التحقيق بقضايا كرة القدم المتعلقة بسامبدوريا ولكن بفشل بعض شركات فيريرو في كالابريا العاملة في قطاع الأفلام

## انظر ايضاً
- قائمة ملاك أندية كرة القدم الإيطالية

## روابط خارجية
- ماسيمو فيريرو على موقع IMDb (الإنجليزية)
- ماسيمو فيريرو على موقع ميتاكريتيك (الإنجليزية)
- ماسيمو فيريرو على موقع روتن توميتوز (الإنجليزية)
- ماسيمو فيريرو على موقع قاعدة بيانات الفيلم (الإنجليزية)